# Phlogacanthus lambertii
Phlogacanthus lambertii är en akantusväxtart som beskrevs av Mukat Behari Raizada. Phlogacanthus lambertii ingår i släktet Phlogacanthus och familjen akantusväxter. Inga underarter finns listade i Catalogue of Life.